# 김종영 (축구인)
김종영(한국 한자: 金鐘永, 1972년 3월 3일 ~ )은 대한민국의 전 축구 선수이며, 포지션은 수비수였다.